# Glass Onion
〈Glass Onion〉은 1968년 비틀즈의 더블 음반 《The Beatles》의 곡으로 주로 존 레논이 작곡하고 레논-매카트니에게 작곡한 곡이다. 이것은 링고 스타를 드럼으로 부른 음반의 첫 곡이다. 스타는 음반 녹음 시간 동안 그룹을 잠깐 떠났고 〈Back in the U.S.S.R.〉와 〈Dear Prudence〉에서 폴 매카트니가 드럼으로 교체했다.